# 官庄乡 (佳县)
官庄乡是中国陕西省榆林市佳县下辖的一个乡。

## 行政区划
官庄乡下辖以下行政区：
官庄村、前扬家畔村、后扬家畔村、沙墕村、贺家元村、韩草沟村、沙峁村、刘泉塔村、东元村、三皇庙村、曹家墕村、刘才沟村、高帮进村、西伏良村、十字墕村、妹山村、王木匠沟村、王家墕村、草垛塄村、耙谷峁村、吕家墕村、李家元村、金条沟村、站马墕村、高处墕村、双碾村、柴家畔村、高家硷村、天池花界村、柏树墕村、鞋帽圪塔村